# Hippolyte Rocks
Hippolyte Rocks – mała wyspa granitowa, o powierzchni 5,3 ha. Położona u południowo-wschodnich wybrzeży Tasmanii, klify zlokalizowane na wyspie osiągają wysokości 65 m. Hippolyte Rocks znajduje się na terenie Parku Narodowego Tasmana.
Wśród fauny wyspy występuje kilka gatunków ptaków morskich w tym m.in.: pingwin mały, burzyk szary i kormoran czarnoczelny. U wybrzeży żyje uchatka karłowata; na wyspie występuje również endemiczny gatunek jaszczurki – Niveoscincus metallicus z rodziny scynkowatych.